# Longzhen (socken i Kina, Heilongjiang)
Longzhen (kinesiska: 龙镇) är en socken i Kina. Den ligger i provinsen Heilongjiang, i den nordöstra delen av landet, omkring 330 kilometer norr om provinshuvudstaden Harbin. Antalet invånare är 25 257. Befolkningen består av 12 376 kvinnor och 12 881 män. Barn under 15 år utgör 13,0 %, vuxna 15-64 år 79 %, och äldre över 65 år 7,0 %.
Genomsnittlig årsnederbörd är 931 millimeter. Den regnigaste månaden är juli, med i genomsnitt 250 mm nederbörd, och den torraste är februari, med 10 mm nederbörd.